# Арзуманян, Иосиф Хачикович
Иосиф Хачикович Арзуманян (1896 год, Сухумский округ, Кутаисская губерния, Российская империя — 1962 год, Гагрский район, Абхазская ССР, Грузинская ССР, СССР) — табаковод, бригадир колхоза имени Берия Гагрского района Абхазской АССР, Грузинская ССР. Герой Социалистического Труда (1949).

## Биография
Родился в 1896 году в крестьянской семье в одном из сельских населённых пунктов Сухумского округа Кутаисской губернии.
В начале 1930-х годов участвовал в коллективизации, был одним из основателей колхоза имени Берия Гагрского района c центральной усадьбой в селе Колхида (в Гагрском районе также находился одноимённый колхоз с центральной усадьбой в Пицунде; председателем этого колхоза был Герой Социалистического Труда Авксентий Константинович Гурцкая). Со второй половины 1940-х годов — бригадир табаководческой бригады в этом же колхозе. За получение высокого урожая кукурузы 1947 года был награждён в 1948 году Орденом Ленина.
В 1948 году бригада Иосифа Арзуманяна собрала в среднем по 17,7 центнеров листьев табака сорта «Самсун № 27» с каждого гектара на участке площадью 6 гектаров. Указом Президиума Верховного Совета СССР от 3 мая 1949 года «за получение высоких урожаев кукурузы и табака в 1948 году» удостоен звания Героя Социалистического Труда с вручением ордена Ленина и золотой медали «Серп и Молот».
Этим же указом званием Героя Социалистического Труда были награждены председатель колхоза Григорий Алексеевич Гвасалия, агроном Григорий Эрастович Топурия, табаководы Марта Артиновна Задыкян и Николай Георгиевич Ушверидзе.
После выхода на пенсию проживал в селе Колхида (сегодня — посёлок Псахара).
Скончался в 1962 году, похоронен в городе Гагра на кладбище «8-й километр».
Награды
- Герой Социалистического Труда
- Орден Ленина — дважды (21.02.1948; 1949)